# Pandanus leiophyllus
Pandanus leiophyllus är en enhjärtbladig växtart som beskrevs av Ugolino Martelli. Pandanus leiophyllus ingår i släktet Pandanus och familjen Pandanaceae. Inga underarter finns listade.